# Jondal
Jondal é uma comuna da Noruega, com 206 km² de área e 1 078 habitantes (censo de 2005).         